# Húsavík (Faeröer)
Húsavík is een dorp dat behoort tot de gemeente Húsavíkar kommuna in het oosten van het eiland Sandoy op de Faeröer. Húsavík heeft 88 inwoners. De postcode is FO 230. In het centrum van Húsavík staat een Ruïne met de naam Heimi á Garði waarvan wordt gezegd dat het de restanten zijn van een boerderij die werd gebouwd door een rijke dame in Húsavík. Ze was een strenge vrouw die leefde in de veertiende eeuw. Ze bezat al het land in Húsavík en had ook enkele eigendommen in Noorwegen. De legende zegt dat ze ooit twee knechten levend liet begraven. Er wordt ook verteld dat ze al haar rijkdom verwierf door het verkopen van een gouden drinkhoorn, die ze had gevonden in de grond nadat ze van de vindplaats had gedroomd, aan de koning. In IJsland is er ook nog een stadje met de naam Húsavík. (zie Húsavík (IJsland)).

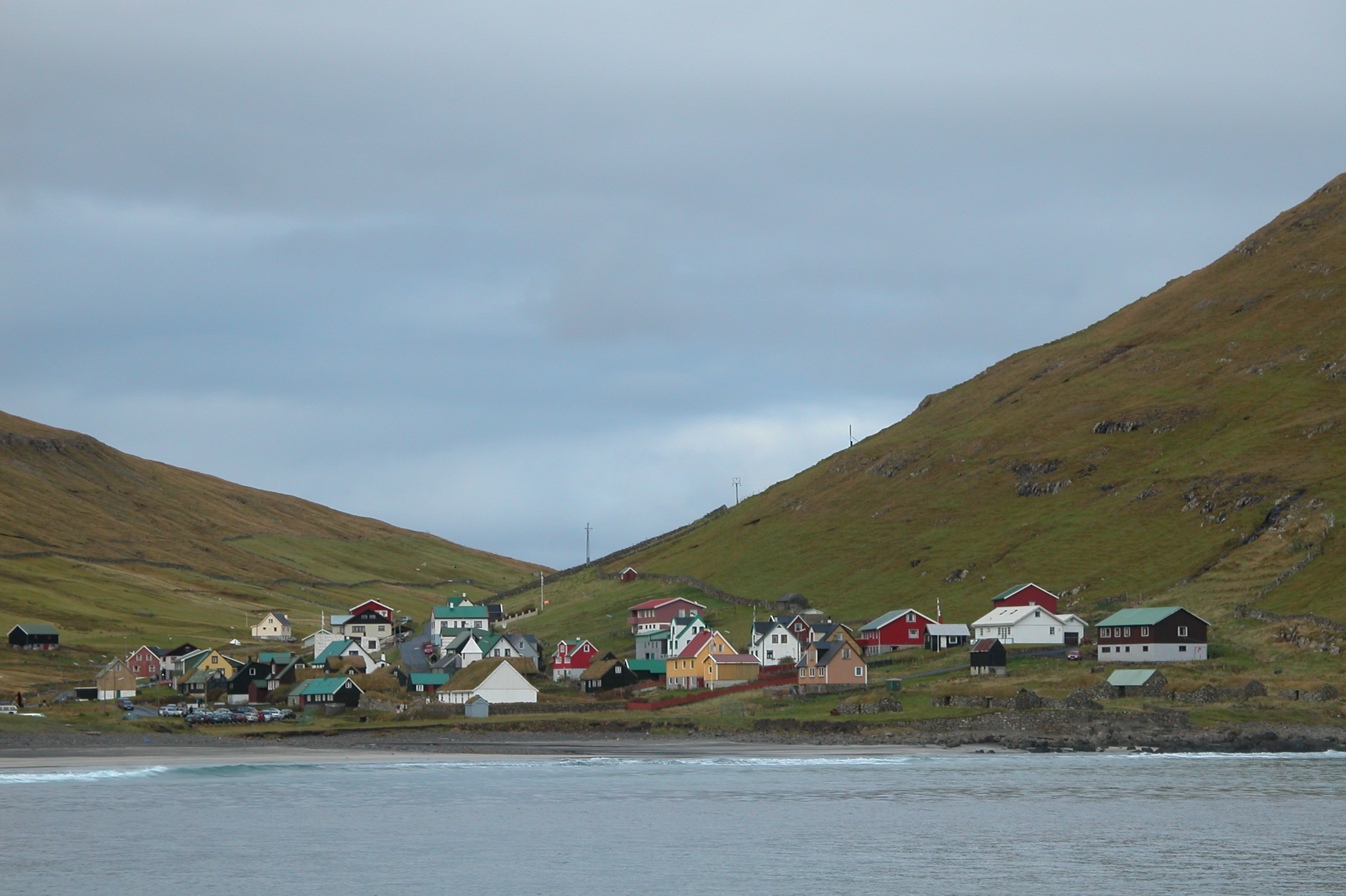
Húsavík
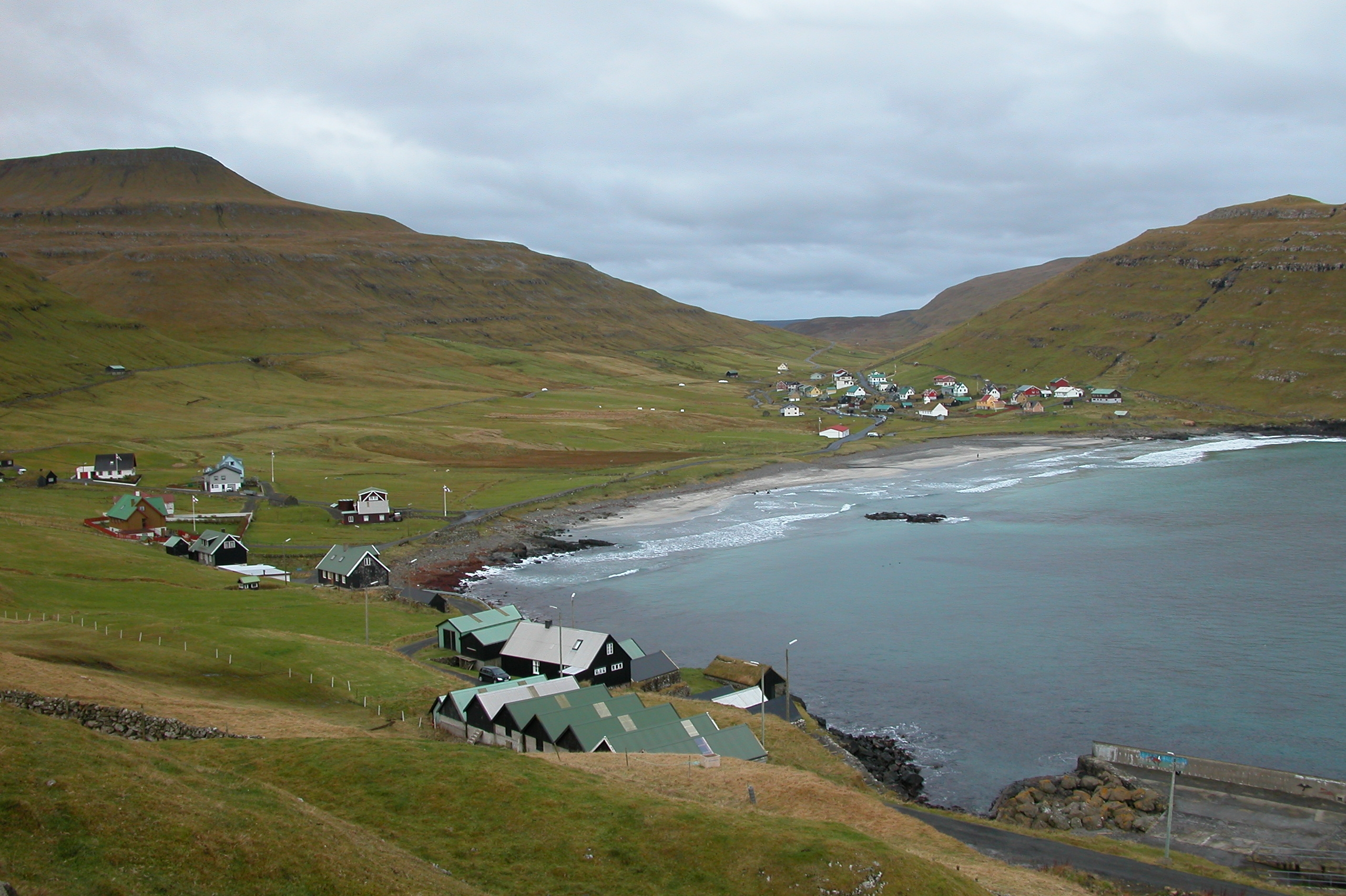
Húsavík
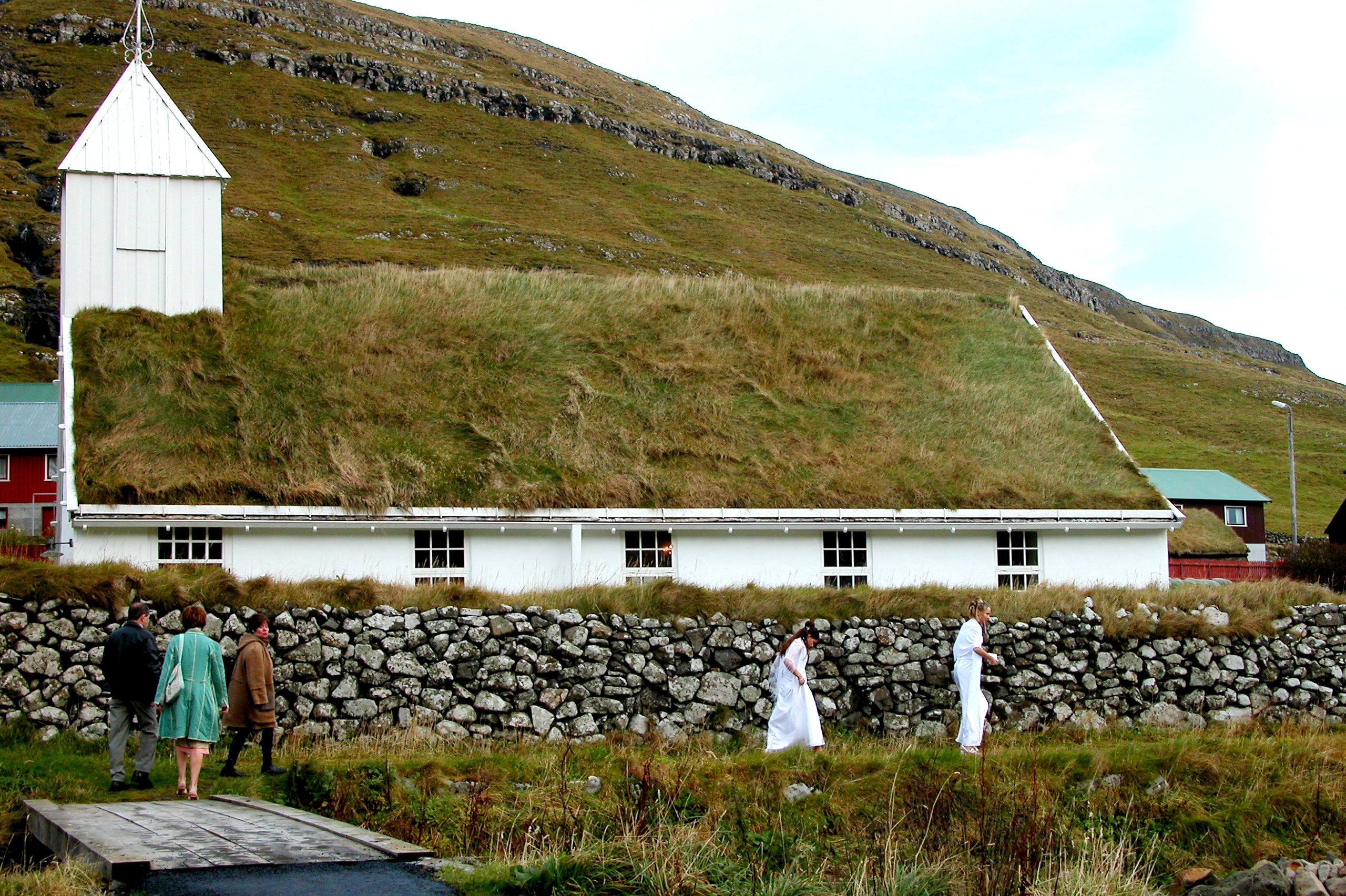
Kerk in Húsavík